# Бочковой
Бочково́й — хутор в Целинском районе Ростовской области.
Входит в состав Кировского сельского поселения.

## Население
| 2010 |
| ---- |
| 50   |

## Улицы
на хуторе имеется одна улица — Целинная.